# Comma Johanneum

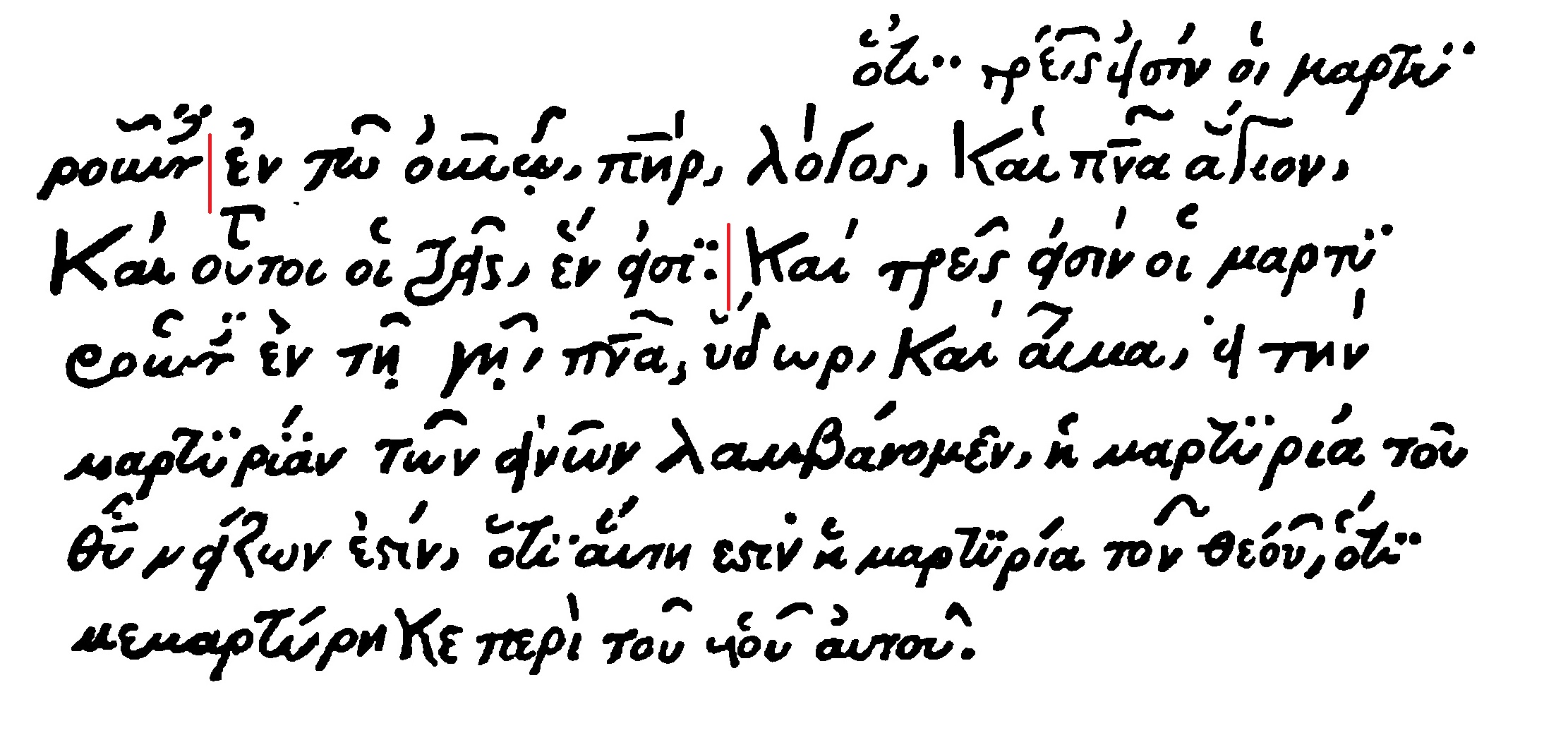
Riproduzione testuale stilizzata del Codex Montfortianus o Minuscolo 61 (1495-1521): un minuscolo tardo medievale greco influenzato dal latino contenente il Comma Giovanneo

Il  Comma Johanneum (in italiano Comma giovanneo) è una serie di parole, che per i più costituisce un'aggiunta interpolata nel passo della Prima lettera di Giovanni 5,7-8. In ambito greco è stato tramandato in una decina di manoscritti minuscoli medievali tardivi (X-XVIII secolo), come lettura variante successiva presente a margine (XII-XIX secolo) o in testi influenzati dal latino (XIV-XVIII secolo); e in un codice antico (IV secolo) presente come segno diacritico dalla dubbia autenticità.
È riconosciuta come glossa interpolata nel testo da molte confessioni religiose. Oggi è presente solo in alcune traduzioni.
La moderna critica testuale giunge alla conclusione che il Comma non è scrittura originale, poiché ci sono elementi interni e esterni al testo che non permettono di considerarlo tale. Le sue conclusioni stabiliscono che sia un'aggiunta di origine latina posteriore al testo, nata da interpretazione teologica.
Al contrario una minoranza invece assume la sua difesa, soprattutto su base ideologica, ma anche sulla base di qualche dato che si discosta da tali conclusioni, affermando che la sua eliminazione dal testo sarebbe avvenuta per errore e/o per l'intervento censorio di correnti anti-trinitarie.

## Testo
Il Comma (in neretto) è qui presentato secondo la versione greca di Erasmo da Rotterdam: 
(Testo greco completo del Comma dal Novum instrumentum omne quarta edizione di Erasmo da Rotterdam (1527). Altre versioni: Dalla Poliglotta Complutense (1514/1520)  Dal Textus Receptus (1611).)

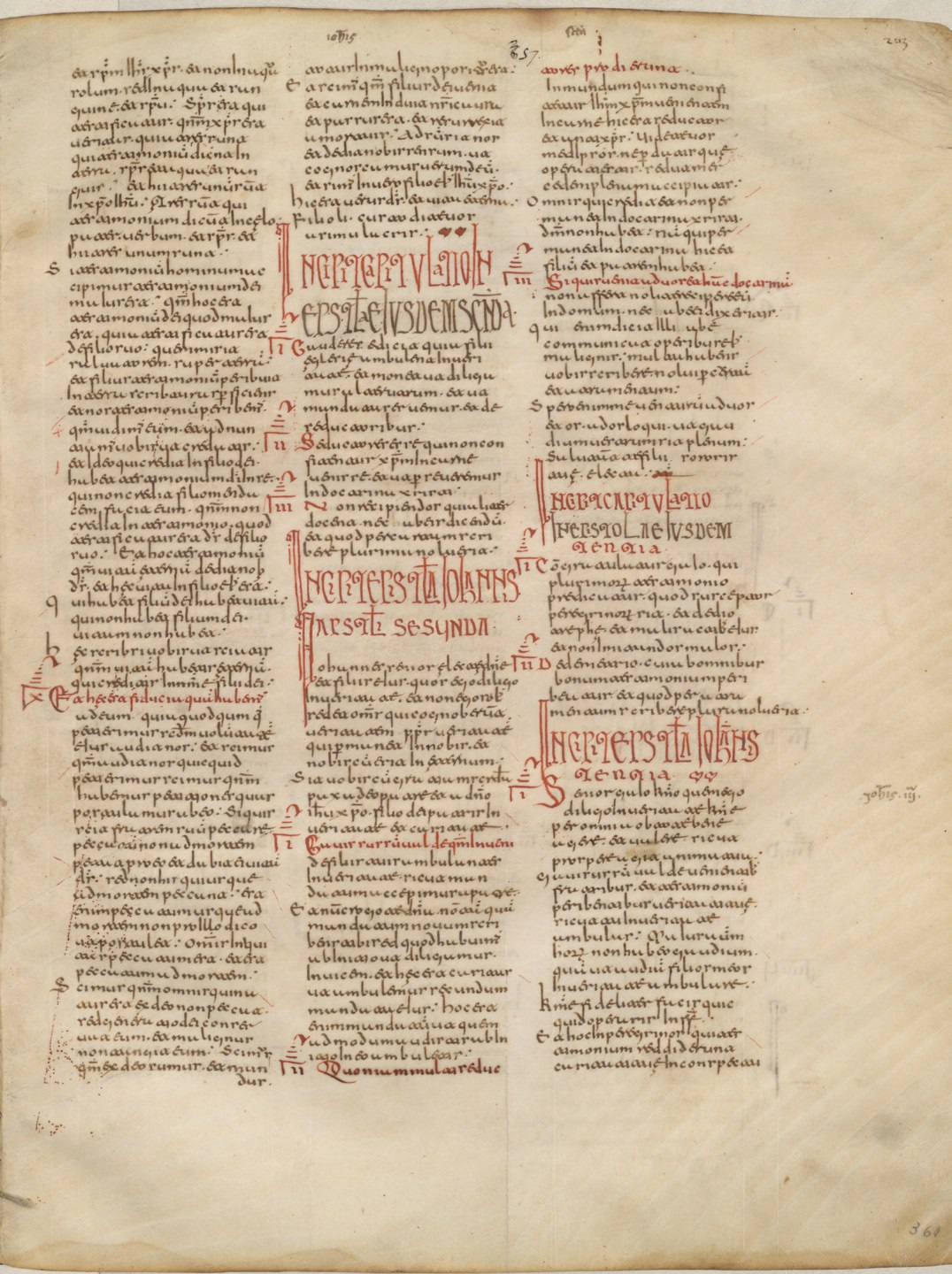
Codex Toletanus (X secolo)-folio 357r, colonna 1, rigo 6/12-: un manoscritto latino con le due testimonianze a posizioni invertite

In latino si trova nella Vulgata Clementina revisione della Vulgata di San Girolamo:
(Testo in latino Vulgata Clementina.)
e in italiano si tradurrebbe:
(Traduzione italiana CEI. Traduzione alternativa Nuova Diodati.)
Il Comma nei vari manoscritti superstiti e nelle opere patristiche latine si presenta in varie forme: nell'opera di Vittore di Vita cambiano alcune parole del Comma, ad altri greci mancano gli articoli determinativi o formulazione diversa delle parole, in altri ancora proprio la struttura del testo del Comma è inversa dove i testimoni terrestri vengono prima di quelli celesti o con aggiunte ulteriori e varie modifiche. Ci sono anche delle possibili allusioni nella patristica greca e parziali citazioni dalla patristica spuria.

## Attestazioni e contro-attestazioni
Il comma è presente:
- In greco nel Codex Vaticanus (325-375) come Umlaut[21]/distigma[22][23], (alla cui autenticità molti studiosi non credono visto che è ripassato molte volte rispetto ad altri casi nel Codex[senza fonte]) presente al lato sinistro della colonna centrale 1 Gv 5,7:···τρεῖς εἰσιν οἱ μαρτυροῦ (traduzione:···tre sono i testimoni...); che ha in parallelo al rigo nella colonna di sinistra scritto 1 Gv 4,20: τὸν ἀδελφὸν αὐτοῦ (traduzione: di suo/dello stesso fratello). Secondo altri studiosi ci sarebbe un'altra teoria volta a screditare i Distigma/Umlauts, che li vogliono aggiunti da Juan Ginés de Sepúlveda, XVI secolo[24]) confrontando il testo della Vulgata, il greco e il testo di Erasmo, ma tale teoria cozza con l'analisi spettrometrica fatta da Payne e Canart che avvalora l'antichità di alcune di queste; 5 manoscritti nel testo[25] e 5 manoscritti comma a margine[26][27]. Erroneamente da alcuni vengono considerati anche altri manoscritti[28] come aventi il comma[29].
- In latino i manoscritti con il comma sono numerosi[30][31][32][33][34][35][36][37][38][39][40][41][42]. Esistono però manoscritti in latino col Comma con la stessa struttura a tre proposizioni di alcuni manoscritti greci (ms629 e ms61)[43].
- in copto: come segno (un cerchio) in un papiro[44]. Esiste un segno, che è possibile indichi il Comma, tale segno è posto tra Ecclesiaste 8,12: ϨⲀⲐⲎ ⲘⲪ̅Ϯ̅- Davanti/Prima Dio; e 1 Gv 5, 6-7: ⲠⲈⲠ̅Ⲙ̅Ⲁ̅ ⲞⲨ[ⲘⲈⲒ Ⲡ]Ⲉ ⲞⲨⲀⲚ Ⲅ̅ ⲈⲖ-Lo Spirito è Verità sono/questi tre fanno...; dove appunto manca ϪⲈ: perché/poiché; e inoltre è presente uno spazio tra Ⲡ]Ⲉ e ⲞⲨⲀⲚ che da risalto a tale mancanza. Ciò sembrerebbe confermare tale interpretazione, ma studi approfonditi sulla questione non sono ancora stati fatti. Da notare che invece per altri tale segno serve a segnalare solo la mancanza della causale[45].
- per alcuni in siriaco (dal V secolo[46]) esiste una prova di taglio del testo poiché il traduttore (ma forse al contrario una propria iniziativa traduttiva) inizia la frase con una congiunzione invece della causale; tale caratteristica viene poi assorbita dall'arabo.

Di contro il Comma non è presente:
- in poco più di 500 manoscritti in greco, che hanno 1 Gv 5, 7-8 o da cui si può dedurre il testo[47] di cui in particolare alcuni hanno l'interpretazione teologica trinitaria nelle note[48].
- in latino ci sono altrettanti manoscritti che non presentano il Comma nel testo[49][50][51][52].
- nel testo dei manoscritti in lingua copta, armena, georgiana, etiopica, araba, slava, gotica e siriaca non è presente in nessuna forma. Viene infatti introdotto in alcuni di essi solo a partire dal XIV-XV secolo dal latino. In armeno: introdotto da Oskan nell'edizione a stampa del 1666-1668[53], altri congetturano che fosse già circolante nel 1270/1295[54] e nel 1307[55], ma potrebbe essere solo frutto di interpolazione successiva[56]. Per il siriaco il comma viene introdotto nel testo da Tremellius[57].

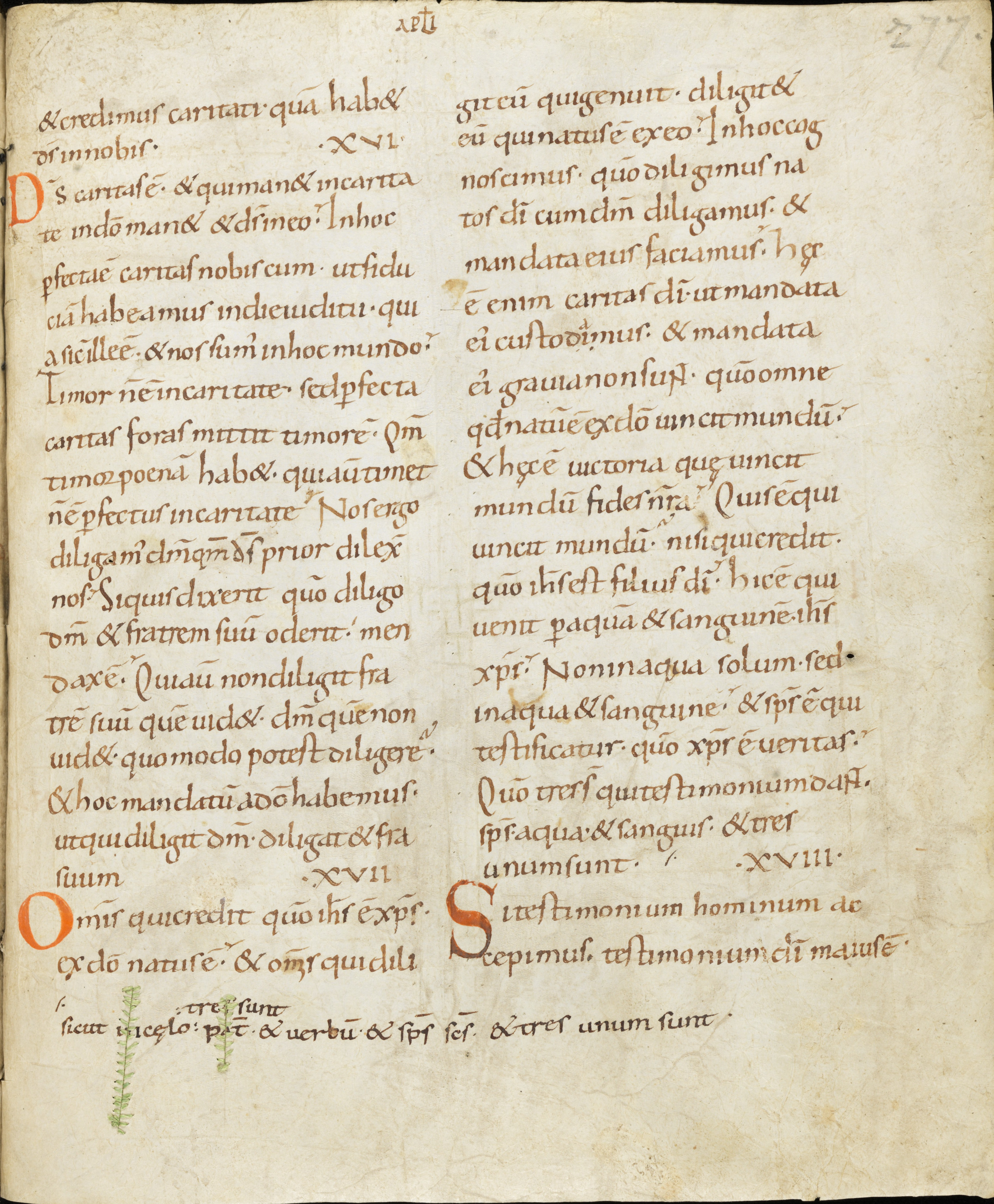
Codex Sangallensis 63 (IX secolo), manoscritto latino con Comma Giovanneo: tre[s] sunt pat[er] & uerbu[m] & sps [=spiritus] scs [=sanctus] & tres unum sunt: aggiunto a fondo pagina

## Critica testuale: elementi esterni per cui il Comma non è scrittura

### Nei manoscritti biblici
In greco la maggioranza dei manoscritti non ha il Comma (circa il 97,7%, circa 10, legati al latino o con margine postumo, contro poco più di 500 manoscritti); il testo non si trova nelle tradizioni manoscritte copta, armena, georgiana, etiopica, araba, slava, gotica e siriaca (se non per ritraduzioni del tardo medioevo, dal XIV secolo in poi, che hanno come base il latino), il testo appare solo in qualche manoscritto latino dal VI-VII secolo in poi con una sempre maggior diffusione dal tardo medioevo in poi.

### Nei lezionari
In greco non appare in nessun lezionario manoscritto conosciuto.

### Nella patristica
Il testo completo appare per la prima volta alla fine del IV secolo in latino ad opera di Priscilliano in forma eterodossa e ad opera di Idazio di Merida/Vigilio. A parte per il Sinodo di Cartagine 484, non compare mai in nessuna diatriba o concilio o sinodo e nessun riferimento di questo passo nelle diatribe trinitarie dei primi secoli fino al medioevo. Il verso non viene citato in greco per un periodo di 1100-1300 anni, a seconda se si valuti come citazione il Concilio Lateranense IV del 1215 (il cui testo greco degli atti è tradotto dal latino) o la sua presenza dovuta alle ritraduzioni di Manuel Kalekas (inizio XV secolo) dei principi della fede cattolica dalla Vulgata e in una citazione attribuita a un manoscritto di Joseph Bryennios (fine XIV secolo inizio XV secolo), anche questa con molte caratteristiche testuali della Vulgata.

## Critica testuale: elementi interni per cui il Comma non è scrittura

### Grammatica, sintassi e senso del testo
Tra i motivi grammaticali e sintattico testuali per cui la critica testuale ritiene che il Comma non faccia parte della prima lettera di Giovanni sono che:
1) l'inserto rende il testo costituito da un numero eccessivo di dipendenti rompendo lo stile della Koiné fatto di concetti brevi e poche dipendenti; 
2) Il comma risulta fuori contesto poiché da una descrizione di Dio costituita da un rapporto Padre e Figlio si passa all'improvviso all'inserimento di un terzo (lo Spirito Santo) senza nessun elemento prima che ne indichi l'introduzione per poi ritornare subito al rapporto tra Dio Padre e Figlio; 
3) i vari attori che costituiscono la testimonianza vengono presentati in un certo ordine (acqua, sangue) ma con la forte enfasi sulla testimonianza dello Spirito e dello Spirito che è verità siccome questa primeggia come testimonianza di Dio che è maggiore, fa sì che l'ordine degli attori nel verso di riferimento venga cambiato mettendo al primo posto lo Spirito e confermando che il Comma nel discorso è un'intrusione; 
4) i cosiddetti testimoni celesti come appaiono nel Comma non sono mai presentati nel testo nelle vicinanze del verso della testimonianza come invece vengono ampiamente presentati i tre testimoni spirito acqua e sangue prima del verso di riferimento; 
5) Grammatica del testo breve: il testo si presenta con una parte al maschile  τρεις...οι μαρτυρουντες/οι τρεις-tre...quelli che rendono testimonianza/questi tre- chiamato in gergo da alcuni modificatore del genere (aggettivi/pronomi/in questo caso participi) che identifica un gruppo di sostantivi con un altro genere, in questo caso i neutri: τὸ Πνεῦμα, τὸ ὕδωρ, τὸ αἷμα, lo Spirito, l'acqua, il sangue. Normalmente chi ritiene il Comma un'interpolazione giunge a differenti soluzioni in risposta a questa irregolarità, che hanno come punto in comune l'argomentazione che l'irregolarità (che per altri non c'è) non giustifichi l'esistenza e l'inserimento del Comma oltre a neppure risolvere il problema. Queste argomentazioni sono: non c'è nessuna irregolarità perché il modificatore di genere della frase, il participio maschile sostantivato (οι μαρτυρουντες) e il numerale (τρεις) non devono per forza essere neutri, ma possono essere benissimo essere di altri generi, in questo caso maschile, poiché fungono da soggetto della frase, mentre i sostantivi neutri (Spirito, acqua, sangue) in apposizione verrebbero così modificati nel genere maschile. Un'altra opinione è che l'irregolarità grammaticale in questo caso esiste, ma esistono comunque altri punti in cui gli autori sacri usano un greco con irregolarità grammaticali; ancora un'altra: il modificatore di genere è al maschile per intendere la personificazione dei tre testimoni nella frase e sottolinearne il valore giuridico; e infine: il modificatore è al maschile, perché già allora si intendeva il senso interpretativo della Divinità.

### Origini
Gli studiosi Bruce Metzger, Richard Porson, Edward Gibbon, Grantley McDonald, Isaac Newton, Milton Quarterly, Raymond Brown e tanti altri ritengono che il Comma non sia autografo di Giovanni. Si ritiene si sia sviluppato nella zona tra Spagna e Africa del Nord(III-IV secolo); sia per i primi forti riferimenti teologici e citazioni attinenti al comma da parte di autori patristici di quelle regioni (Tertulliano, Cipriano il quale riteneva il primo suo maestro: anche se non è unanime ritenere i suoi riferimenti un ragionamento teologico; Priscilliano, Vittore di Vita, ecc), che per la provenienza occidentale dei primi manoscritti latini(VI-X secolo) col Comma. Perciò siccome vari autori patristici hanno interpretato il verso in chiave trinitaria (Origene, Eucherio, Agostino, Schotti Anonimo e altri); gli studiosi, per lo più, ritengono che gli autori patristici latini, e forse anche greci, siano arrivati a una variante nata da un'interpretazione, presente in alcune opere patristiche e che questa interpretazione fu messa in forma di glossa in alcuni manoscritti a margine e da lì infine sia entrata nel testo per opera di qualche copista, per errore o in modo deliberato per contrastare correnti eretiche.

### Vulgata, assenza nella versione greca e nelle altre traduzioni
Della Vulgata di Girolamo: le edizioni, ritenute, più antiche e migliori non hanno il Comma. Gli studiosi perciò ipotizzano che il Comma abbia origine, come corruzione della vetus latina o itala, la cui diffusione si deve ad autori differenti da Girolamo (Peregrino o Rufino il Siro o Pelagio), il quale o i quali hanno sfruttato la fama di Girolamo per la sua diffusione e accettazione del Comma come testo autentico; altri hanno utilizzato la fama di Agostino; altri falsari ancora hanno cercato di mostrare un utilizzo ancora più antico del Comma. Per quanto riguarda Alcuino(IX secolo) e le sue edizioni rivedute della Vulgata è dibattuto se abbia o no messo il Comma. Un suo vero utilizzo ufficiale si ha solo a partire dal 1215 col Concilio Lateranense IV. Fino al XIV secolo, non esiste nessuna versione conosciuta del Comma in altre tradizioni o lingue antiche a parte il latino, epoca in cui cominciano a apparire delle versioni in greco. Le versioni(XIII-XV secolo) in tedesco, francese, italiano, inglese, ecc; che siano manoscritti o stampati sono tutte traduzioni dal latino.

### Medioevo, rinascimento, età moderna: numerose aggiunte del Comma
Per il medioevo e in parte in età moderna si può vedere un'azione di interpolazione di varie opere patristiche soprattutto in opere latine, in particolare tra XII e XVI secolo, volto a aumentare gli scrittori che citano o fanno riferimento al comma. Esempi eclatanti sono le stesse opere in periodi diversi di Eucherio o Pseudo-Agostino e altri. Per quanto riguarda invece le opere di autori greci abbiamo le versioni manoscritte senza Comma mentre le edizioni stampate si vede spesso comparire il Comma esempi come: Origene, Cirillo di Alessandria e Euthymius Zigabenus; e non di meno la questione dei lezionari, in quanto al momento non è stato trovato un lezionario manoscritto greco col Comma, ma questo compare nella versione stampata denominata Apostolos del 1602. Viene anche aggiunto a margine in alcuni manoscritti greci tra XV-XIX secolo. Per non parlare di veri e propri falsi, caso curioso è quello di un noto falsario Costantino Simonidis(1860) e del cosiddetto ritrovamento delle lettere di Giovanni del I secolo, ovviamente un falso.

### Dai primi apparati fino all'età moderna con l'eliminazione del Comma dalle Bibbie moderne
Nel XV-XVI secolo inizia uno studio più sistematico e scientifico per stabilire l'autentico testo biblico con l'ausilio di vari manoscritti vengono fatti vari tentativi per fare un testo sacro più corretto; degni di nota le opere, con il Comma, del Manetti, Ximenes, Erasmo (a partire dalla terza edizione col Comma), Stephanus: i quali però non esenti da errori o decisioni e metodologie traduttive poco chiare. Dal XVI-XVII secolo comincia da parte di vari studiosi uno studio approfondito per capire se il Comma fosse veramente scrittura o no; in questo periodo appaiono una marea di opere tra studiosi in difesa o accusa del verso (soprattutto dagli anglofoni) a seconda che l'autore sia pro o contro il Comma. I primi apparati moderni che eliminano il Comma dal testo principale affermando in modo indiretto che non è scrittura sono tra la fine del XIX e l'inizio del XX secolo. Fino ad arrivare ai più recenti apparati che affermano che non è scrittura di Giovanni, ma interpretazione. Nelle Bibbie cattoliche prima del Concilio Vaticano II veniva messo ancora nel testo, ma dopo il Concilio è stato tolto dal testo e in alcune di esse messo come nota e con affermazioni sulla sua spurietà

## Posizione minoritaria: elementi esterni per cui il Comma è scrittura autentica

### Manoscritti biblici
In greco in un manoscritto antico, Codex Vaticanus (IV secolo), c'è un segno diacritico volto a indicare il Comma; nel copto fayumico Papyrus Michigan 3520 (IV secolo), testo legato al greco, mancanza della causale e un segno che si sospetta volto a indicare il Comma: testi entrambi con origine egizia e indipendente dal latino, i 10 minuscoli tardo-medioevali con varie versioni del comma; in latino vari testi derivanti dalla Vetus latina che hanno il Comma già nel testo dal VI-VII secolo (con qualche eccezione a margine). in siriaco e arabo: non hanno il comma, ma hanno una strana struttura sintattica del testo la quale inizia con una congiunzione invece che con una causale. Presunto manoscritto di Bryennios, di cui Eugenio Bulgaris riporta la citazione. Da rilevare l'errore sul numero di manoscritti col Comma (in realtà solo una a stampa: Poliglotta Complutense) riportati da Stephanus dovuto sia a errori nell'edizione a stampa che a errori di studiosi che rimandano al testo critico di Stephanus. Presuppongono anche che un tempo i manoscritti fossero in numero molto maggiore e perciò che ci fossero più manoscritti col Comma.

### Lezionari
In greco Apostolos (V secolo-stampa 1602-);  lezionario 60(1021) e lezionario 173 (X secolo): secondo fonti non verificate sarebbe presente il Comma, ma altri sostenitori del Comma negano categoricamente la sua presenza in tali lezionari. In latino, l'Ordo Romanus della metà dell'VIII secolo: Durandus testimonierebbe il suo utilizzo negli uffici divini.

### Patristica
I padri latini citavano abbastanza frequentemente il comma, anche se non pochi parlano di interpretazione del verso corto. Secondo la tesi di alcuni appartenenti alla minoranza pro comma i pochi riferimenti patristici da parte dei greci al comma sarebbero dovuti al proliferare prima di un'eresia sabellianesimo/patripassianismo che interpretava il verso in maniera eretica e poi all'intervento censorio dell'arianesimo reso possibile in seguito alle persecuzioni imperiali in cui furono bruciati non pochi testi sacri(Per altri la scomparsa del Comma è da imputare a Origene e/o Luciano). A detta di tale tesi avrebbe fatto desistere molti padri greci dall'utilizzare tale verso, se non alcuni facendone un uso più implicito, nascosto o in maniera più teologica per non incorrere nell'accusa di eresia o che gli eretici non usassero tale verso per avvalorare le loro contro-teologie eretiche.

## Posizione minoritaria: elementi interni per cui il Comma è autentico

### Sintassi, grammatica del testo e correlazioni testuali
Tra le principali ragioni di una minoranza, per la difesa del Comma vengono addotte queste:
1) secondo la legge Ebraica una testimonianza per essere valida ha bisogno di 2-3 testimoni tale supposto prerequisito viene rispettato solo col Comma all'interno del testo
2) I testimoni celesti sono presenti tutti e tre nel discorso e inseriti già prima tra il capitoli 3, 4 e 5: (Dio che genera il Figlio, Gesù Cristo mandato come Salvatore, lo Spirito di Dio, dallo Spirito che ci ha dato) prima del verso anche se non presentati in modo diretto come quelli terrestri
3) Il concetto della testimonianza delle Tre persone Divine non è un concetto nuovo nell'economia di Giovanni ma questo è presentato già nel suo vangelo Gv 3, 11; Gv 8, 18; Gv 15,26 anche se in discorsi separati
4) la ripetizione sarebbe confermata anche da elementi all'interno del testo in atti la presenza dell'articolo in το εν presupporrebbe la reiterata presenza di εν che comproverebbe il Comma inoltre anche la variante del versetto 9 con ἥν-la quale-   indicherebbe il riferimento al comma invece del semplice ὅτι-che- preferito dalle moderne traduzioni.
5) La grammatica irregolare del verso: τρεις...οι μαρτυρουντες (maschile): τὸ Πνεῦμα, τὸ ὕδωρ, τὸ αἷμα (tutti neutri) ...οι τρεις (maschile); per alcuni questa caratteristica costituisce un problema. Problema sollevato in questo particolare caso anche da Eugenius Bulgaris, il quale afferma che questa caratteristica non si verifica mai in altri luoghi nel nuovo testamento; fa notare infatti che normalmente i modificatori del genere in altri posti sono solo al neutro, che identificano gruppi di nomi al maschile o al femminile; mentre, non si sono mai visti gruppi di sostantivi neutri con un modificatore del genere (aggettivi, pronomi, participi identificanti l'insieme dei sostantivi) maschile o femminile; questo ha alimentato perciò la convinzione per alcuni che mancasse una parte di testo, appunto il Comma, il quale giustificasse l'uso del maschile nel modificatore di genere. Alcuni tra i principali studiosi patristici che ne hanno fatto menzione sono: Gregorio Nazianzeno, Zigabenus e BulgarisMa anche i latini potrebbero esserne stati a conoscenza: Priscilliano, Eucherio, Facundus). La tesi è questa: la frase sarebbe corretta senza il Comma solo con i termini τρια εισι τα μαρτυρουντα...τα τρια ovvero tutta al neutro. Ma siccome i termini οι τρεις e οι μαρτυρουντες sono al maschile ciò comproverebbe che i primi due testimoni del Comma Πατερ - Padre e Λογος - Parola (termini maschili) trasferirebbero il loro genere anche ai testimoni del verso successivo poiché Spirito fa da collante tra le due testimonianze per una presunta legge chiamata, legge di attrazione; Secondo ulteriori tesi oltre alle ragioni grammaticali per l'esistenza del Comma ci sarebbero prima ancora ragioni stilistiche, l'autore utilizza molto lo stile della ripetizione anche in altri punti della lettera, dove «l'uso del maschile è giustificato sul modello del parallelismo sintattico ovvero un modello parallelo completamente uguale nella struttura».

### Origini
Ci sono stati e ci sono vari studiosi (Roberto Bellarmino, Francesco Bernardo Maria de Rubeis, C. Forster, John Gill,  David Martin, Edward F. Hills e altri) che affermano il Comma come scrittura, anche se oggi tale posizione è riscontrabile solo in una minoranza protestante e cattolica. Secondo tali ricostruzioni storiche uno di questi eventi, per altri una correlazione di questi, causò la scomparsa del Comma dai manoscritti greci: salto del testo per errore dei copisti (omoteleuto), revisioni delle scritture di alcuni, eliminazione di varie copie in seguito a persecuzioni imperiali e riscrittura di nuove copie da parte di ariani o gnostici. Quelli convinti dell'eliminazione ariana ritengono promotori di questa eliminazione Costantino e Costanzo II.
Altra tesi minoritaria per certi versi complottista e senza prove ripresa da Giovanni Calvino vedrebbe 
i Valdesi: secondo loro, presunti discendenti nati da presunti missionari di Antiochia stanziati nel Nord Italia i quali avrebbero assunto vari nomi: Novati, Grigioni poi diventati Vauldois e Insabbiati; i quali avrebbero difeso delle bibbie latine e/o tradotte col Comma dal 157 al 1400/1600, le quali si troverebbero nascoste nelle biblioteche di Cambridge e Trinity College di Dublino. In realtà secondo le fonti e i più accreditati studi i Valdesi nascono nel XII secolo e al massimo è possibile che qualcuno di loro sia venuto, da allora, in possesso di bibbie latine e abbia fatto delle traduzioni in Vaulois niente di più.

### Presunte prove antichità del Comma. Riferimenti e presunti tali dei Padri greci medievali, visione medievale della questione del Comma: questione ariana; situazione fino a oggi
Prove che porterebbero a pensare all'antichità del Comma non solo in latino, in cui secondo loro l'autentica lettura si sarebbe preservata, ma anche in greco sono: i segni diacritici presenti in antichi manoscritti egiziani, varie denunce di alterazione del testo della prima lettera di Giovanni, presunte allusioni al Comma da padri della chiesa d'oriente(Questa tesi però è avversata dalla quasi totalità degli studiosi). Nel medioevo si diffuse la convinzione che il Comma fosse stato eliminato dagli ariani e perciò andava difeso contro l'eresia ariana (e sabelliana), ritenuta responsabile di qualche modifica del testo di cui si hanno echi anche molti secoli dopo la fine dell'arianesimo: emblematico il caso di Erasmo accusato di neo-arianesimo colpevole di non aver messo il Comma nelle sue prime edizioni greche del nuovo testamento.
Pochi ancora oggi considerano le opere del nuovo testamento di Erasmo, Ximenes (Stunica), Stephanus importanti per lo studio delle origini del Comma e i manoscritti tardo-medievali con l'inserto come dimostrazione della sua autenticità. Da notare verso gli ultimi anni del XX secolo un tentativo di ri-conteggio dei manoscritti col comma di alcuni che si dimostrò erroneo, contando 20 manoscritti col Comma; i quali utilizzarono due o più differenti sistemi di catalogazione dei manoscritti senza tenere conto che questi differenti catalogazioni in realtà indicavano gli stessi minuscoli già conosciuti(esclusi alcuni che non avevano nemmeno la lettera di Giovanni). La difesa del Comma oggi è portata avanti per lo più dai sostenitori della Bibbia di Re Giacomo, come difesa del loro testo.

## Interpretazione, citazioni, riferimenti inerenti al Comma

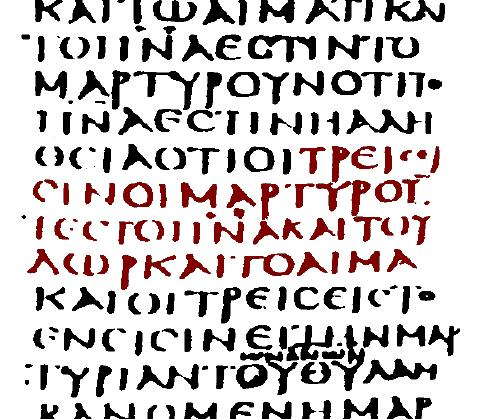
Codex Sinaiticus(330-350 d.C.) 1 Giovanni 5:7–9. senza Comma Giovanneo.il testo in evidenza recita: "... tre sono quelli che rendono testimonianza: lo Spirito, l'acqua e il sangue".

Ci sono alcuni riferimenti che i Padri della Chiesa hanno fatto sul Comma soprattutto nella Chiesa latina, non tutti però sono accertati o considerati riferimenti in modo unanime dagli studiosi, infatti non pochi dei riferimenti degli autori patristici sono considerati tali solo da una minoranza degli studiosi, visto la natura allusiva di alcuni riferimenti e il possibile carattere teologico del Comma non si è sempre in grado di capire se alcuni autori stiano facendo un semplice discorso teologico o stiano realmente riferendosi al Comma.
Considerata anche la natura frammentaria di tali citazioni o presunti riferimenti lungo la storia nonché la sua localizzazione per lo più latina soprattutto nel periodo più antico della Chiesa, la quasi unanimità degli studiosi protende per un'origine interpretativa del Comma. Di cui le forme più arcaiche accertate di interpretazione riconducibili a tale verso per spiegare il Dio Trino e Uno in tal senso sarebbero le interpretazioni dei sunti 1 Gv 5, 8 (verso corto): οἱ τρεῖς εἰς τὸ ἕν εἰσιν (di Origene) e ET TRES UNUM SUNT (di Cipriano). Seguiti un secolo e mezzo dopo da Eucherio che menziona l'interpretazione, di altri probabilmente più anziani, dei testimoni presi singolarmente. La versione più arcaica di questa interpretazione è: acqua=Padre, sangue=Cristo, Spirito=Spirito Santo. Secondo il verso da lui riportato con questo ordine di 1 Gv 5, 7: tria sunt quae testimonium perhibent: aqua, sanguis, spiritus. L'origine della formulazione è probabilmente da ricollegare al verso 1 Gv 5, 6 o a una sua variante: Οὗτός ἐστιν ὁ ἐλθὼν δια/δι’ ὕδατος καὶ αἵματος καὶ
πνεύματος (trad: Questi è Colui che é venuto -con/per/attraverso- acqua e sangue e spirito) che si trova dai manoscritti di inizio IV secolo in poi e si riscontra un po' in tutte le tradizioni delle varie Chiese antiche. Tra gli autori che fanno uso o a cui è riconducibile un'interpretazione trinitaria del verso 1 Gv 5, 7-8 corto ci sono: Origene (185-254), Cipriano (210-258) da Tertulliano (155-230), Potamio di Lisbona (...-360), Eucherio di Lione (380-450), Agostino (354-430), Facundus (VI secolo), Schotti Anonimi (VII secolo), Crisostomo (344-407) e varie note marginali sul verso corto, altri autori.

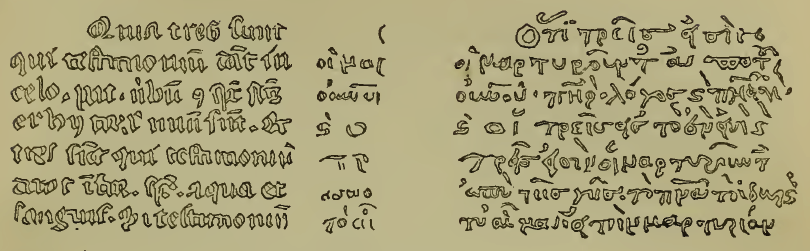
Codex Ottobonianus 298 (Gregory-Aland 629 1362-1363 d.C.) minuscolo diglotto latino/greco con il Comma Giovanneo: Poiché tre sono quelli che rendono testimonianza in cielo: Padre, Parola e Spirito Santo e questi tre sono uno e tre sono quelli che rendono testimonianza sulla terra: lo Spirito, l'acqua e il sangue.

Una minoranza invece porta un elenco di autori patristici come testimoni della conoscenza del Comma (ci sono però casi in cui gli stessi autori e riferimenti che studiosi considerano interpretazione vengano considerati da questi riferimenti; o dei casi dove più probabilmente si sia imbattuti in affermazioni teologiche sulla Divinità vengono da questi considerati riferimenti al verso contestato) alcuni autori di questo elenco sono: tra i latini Tertulliano (155-230), Cipriano (210-258), Idacius Clarus/Vigilio (IV-V secolo), Isacco ex Giudeo (IV-V secolo), Priscilliano (340-385), Febadio di Agen (IV secolo), Agostino (354-430), Eucherio di Lione (380-450), Cassiodoro (485-585), Fulgenzio di Ruspe (462-527), Isidoro di Siviglia (560-636) e altri.
Tra i greci: Clemente d'Alessandria (150-215), Origene (II-IV secolo), Eusebio di Cesarea (265-340), Basilio Magno (329-379), Gregorio Nazianzeno (329-390), Cesario di Nazianzo (331-369), Atanasio (296–373), Giovanni Crisostomo (349-407), Zaccaria Scolastico (465 – 553), Andrea di Creta (660 - 740), Eutimio Zigabeno (XI-XII secolo) e altri.
Ci sono alcuni siriaci antichi che vengono messi in relazione al Comma: Efrem il Siro(306-373), Melezio di Antiochia(...-381), Giacobbe di Edessa(640-708) e altri.
Possibile che anche Maometto (570-632) conoscesse il Comma e l'abbia usato per formulare una sua sura del Corano.
Infine ci sono casi con varie problematiche, in cui non è possibile oggettivamente parlando stabilire il reale riferimento al Comma (anche se alcuni autori lo fanno ugualmente presentandole come forti prove). Esempi: Atenagora (133-190), Ireneo (130-202), Diodoro di Tarso (330-394) e molti altri